# Coleophora pilicornis
Coleophora pilicornis é uma espécie de mariposa do gênero Coleophora pertencente à família Coleophoridae.